# بخش نیوتن (شهرستان لیکینگ، اوهایو)
بخش نیوتن (به انگلیسی: Newton Township) یک منطقهٔ مسکونی در ایالات متحده آمریکا است که در شهرستان لیکینگ، اوهایو واقع شده‌است.
 بخش نیوتن ۶۰٫۷ کیلومتر مربع مساحت و ۳٬۲۱۹ نفر جمعیت دارد و ۲۶۵ متر بالاتر از سطح دریا واقع شده‌است.